# Греєвці
Гре́євці (болг. Греевци) — село в Тирговиштській області Болгарії. Входить до складу общини Антоново.

## Населення
За даними перепису населення 2011 року у селі проживали 24 особи.
Розподіл населення за віком у 2011 році:
Динаміка населення: